# Гебель ес-Сильсіла

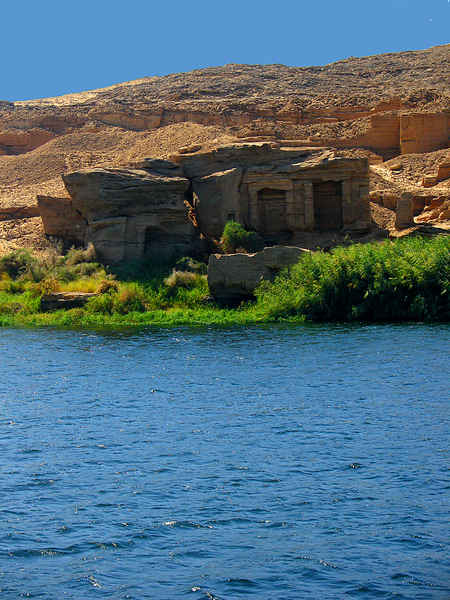
Рештки стародавнього міста

 Гебель ес-Сильсіла (араб. جبل السلسلة, єгипет. ẖny) — місцевість на південь від Едфу за 65 кілометрів на північ від Асуана.

## Історія
У тому місці пісковикові гори з двох сторін щільно підступають до Нілу, значно звужуючи його русло. Під час руху проти течії, яка там стає більш бурхливою, мандрівникам доводилось витрачати додаткові зусилля, що й було відображено у назві Хену (букв. «місце весла»). Арабська назва Гебель ес-Сильсіла (букв. «гора ланцюга»), пов'язана з легендою, відповідно до якої річка у тому місці перегороджувалась цепом.
Каменоломні, що розташовувались там, існували, принаймні, починаючи від часів XVIII династії до самого греко-римського періоду.
За Рамсеса II понад 3000 робітників займались видобутком пісковику для Рамессеуму в каменоломнях, розташованих на східному березі Нілу. Там же у північному кінці гірського масиву є руїни стародавнього міста та його храму з написами часів Рамсеса II. На схід від міста є скельний напис Аменхотепа IV, з якого витікає, що він наказав виламувати там блоки для обелісків сонячного храму у Карнаці.
На західному березі Нілу розташовані вирубані у скелях святилища-кенотафи Хоремхеба, Сеті I, Рамсеса II й Мернептаха.